# Gleierbach (Lenne, Gleidorf)
Der Gleierbach, im Ober- und Mittellauf auch Westernahbach genannt, ist ein 7,1 km langer, rechter Nebenfluss der Lenne. Er fließt im Stadtgebiet des im nordrhein-westfälischen Hochsauerlandkreis liegenden Schmallenberg. Der Gleierbach ist ein grobmaterialreicher, silikatischer Mittelgebirgsbach mit noch weitgehend natürlichem Verlauf.

## Name
Der Bach wurde nach der Ortschaft Gleidorf (Gleidorferbach) benannt. Der mittlere Namensbestandteil -dorf- ist ausgefallen.

## Geographie

### Verlauf
Der Gleierbach entspringt als Westernahbach im Winterberger Hochland des Rothaargebirges. Seine Quelle liegt im Fredeburger Wald auf der Westflanke des Heikersköpfchen (792,4 m ü. NHN) auf etwa 675 m Höhe.
Anfangs fließt der gänzlich im Naturpark Sauerland-Rothaargebirge befindliche Bach in südwestliche Richtungen, passiert den Schmallenberger Ortsteil Huxel und die Holthauser Mühle, wonach südöstlich des Ortsteils Bad Fredeburg ein unbenannter Bach einmündet. Unterhalb davon wird das Fließgewässer nur noch Gleierbach genannt.
Wenig später erreicht der Bach den in den Sauerländer Senken gelegenen Ortsteil Gleidorf, wo er kurz nach Aufnahme der Schmalnau auf rund 389 m Höhe rechtsseitig in den dort von Ostsüdosten kommenden Ruhr-Zufluss Lenne mündet.

### Hydrographie und Einzugsgebiet
Auf seinem 7,1 km langen Weg überwindet der Bach einen Höhenunterschied von 276 m, was einem mittleren Sohlgefälle von 38,9 ‰ entspricht. Er entwässert ein 10,969 km² großes Einzugsgebiet über Lenne, Ruhr und Rhein zur Nordsee.

### Nebenflüsse
Dem Gleierbach fließen von den umliegenden Höhen zahlreiche kurze Bäche zu. Der größte Nebenfluss ist die 3,2 km lange Schmalnau. Sie hat mit einem 3,1 km großen Einzugsgebiet einen Anteil von 28 % an dem des Gleierbachs. Zu den Zuflüssen des Gleierbachs gehören:
| Name               | Seite  | Stat. (km) | Länge (km) | EZG (km²) | Mündungshöhe (m ü. NHN) | GKZ        |
| ------------------ | ------ | ---------- | ---------- | --------- | ----------------------- | ---------- |
| Burbecke           | links  | 1,5        | 0,5        | 0,4       | 410                     | 276616-11? |
| Heikerslohsiepen   | links  | 5,5        | 1,1        | 0,8       | 521                     | 276616-12  |
| Jübecke            | links  | 4,3        | 0,9        | 0,8       | 475                     | 276616-14  |
| Eskey              | rechts | 4,0        | 0,8        | 0,3       | 463                     | 276616-16  |
| Hemmeske/Hemmesche | rechts | 2,6        | 1,4        | 0,6       | 428                     | 276616-18  |
| Schmalnau          | links  | 0,6        | 3,2        | 3,1       | 401                     | 276616-2   |

## Natur und Umwelt

### Wasserqualität
Seine Wasserqualität wird nach den Monitoringergebnissen im Allgemeinen mit gut, bei der Belastung durch Metalle sogar mit sehr gut bewertet. Die Werte für die Makrophyten werden jedoch nur als mäßig und die Werte für das Phytobenthos gar als unbefriedigend bezeichnet.

### Schutzgebiete
Am Westernahbach, dem Gleierbach-Oberlauf, liegt das Naturschutzgebiet Westernahtal. Im Talsystem des Gleierbachs befindet sich das Landschaftsschutzgebiet Talsysteme von Gleierbach (mit angrenzendem Magergrünland) und Westernahbach mit Jübecke und von Schmalnau mit Siepen zwischen Gleidorf und Huxel und Holthausen. Außerdem liegen dort Teile des Landschaftsschutzgebiets Schmallenberg Süd-Ost.